# Coppa del Mondo di nuoto 2008
La XX edizione della Coppa del Mondo di nuoto (FINA/Arena Swimming World Cup 2008) si disputò tra il 10 ottobre e il 16 novembre 2008.
Le tappe in programma furono sette, le stesse dell'edizione precedente, come sempre divise in tre cluster o "zone geografiche".
I vincitori furono il ranista sudafricano Cameron van der Burgh, autore di tre record mondiali nel corso della manifestazione, e l'australiana Marieke Guehrer, che precedette in classifica la campionessa uscente Therese Alshammar.

## Calendario
| Cluster               | # | Date             | Sede                    | Impianto                            |
| --------------------- | - | ---------------- | ----------------------- | ----------------------------------- |
| America               | 1 | 10 - 12 ottobre  | Belo Horizonte, Brasile | Minas Tênis Clube                   |
| Africa/ Oceania/ Asia | 2 | 17 - 18 ottobre  | Durban, Sudafrica       | Kings Park Aquatic Centre           |
| Africa/ Oceania/ Asia | 3 | 25 - 26 ottobre  | Sydney, Australia       | Sydney International Aquatic Centre |
| Africa/ Oceania/ Asia | 4 | 1 - 2 novembre   | Singapore               | Singapore Sports School             |
| Europa                | 5 | 8 - 9 novembre   | Mosca, Russia           | Olympiisky Tcenter                  |
| Europa                | 6 | 11 - 12 novembre | Stoccolma, Svezia       | Eriksdalsbadet                      |
| Europa                | 7 | 15 - 16 novembre | Berlino, Germania       | Europa-Sportpark                    |

## Classifiche finali

### Maschile
| Pos.    | Atleta                | Nazionale   | Tot. | Brasile (bandiera) | Sudafrica (bandiera) | Australia (bandiera) | Singapore (bandiera) | Russia (bandiera) | Svezia (bandiera) | Germania (bandiera) |
| ------- | --------------------- | ----------- | ---- | ------------------ | -------------------- | -------------------- | -------------------- | ----------------- | ----------------- | ------------------- |
| Oro     | Cameron van der Burgh | Sudafrica   | 192  | -                  | 25                   | -                    | 25                   | 20(+40)           | 25(+20)           | 32                  |
| Argento | Peter Marshall        | Stati Uniti | 133  | -                  | 10                   | -                    | 3                    | -                 | 20(+40)           | 40(+20)             |
| Bronzo  | Randall Bal           | Stati Uniti | 129  | 7                  | 16                   | -                    | 20                   | -                 | 16                | 50(+20)             |
| 4       | Robert Hurley         | Australia   | 85   | -                  | -                    | 20(+20)              | 16                   | 20                | 7                 | 2                   |
| 5       | Christian Sprenger    | Australia   | 70   | 25                 | 20                   | 10                   | 5                    | 10                | -                 | -                   |
| 6       | Oussama Mellouli      | Tunisia     | 65   | 3                  | 13                   | 13                   | 10                   | 5                 | 1                 | 20                  |
| 7       | Matt Jaukovic         | Australia   | 62   | -                  | -                    | 25(+20)              | 7                    | 2                 | 2                 | 6                   |
| 8       | Paul Biedermann       | Germania    | 46   | -                  | -                    | -                    | -                    | -                 | -                 | 26(+20)             |
| 9       | Stanislav Donec       | Russia      | 43   | 20                 | -                    | 16                   | -                    | 7                 | -                 | -                   |
| 10      | Stefan Nystrand       | Svezia      | 35   | 5                  | 2                    | -                    | 2                    | 13                | 13                | -                   |
| 11      | Evgenij Korotyškin    | Russia      | 25   | 10                 | -                    | -                    | 1                    | 1                 | 3                 | 10                  |
| 12      | Ihor Borysyk          | Ucraina     | 21   | -                  | -                    | -                    | -                    | 16                | 5                 | -                   |
| 13      | Darian Townsend       | Sudafrica   | 20   | -                  | 3                    | -                    | -                    | 3                 | -                 | 14                  |
| 14      | César Cielo Filho     | Brasile     | 16   | 16                 | -                    | -                    | -                    | -                 | -                 | -                   |
| 15      | Thiago Pereira        | Brasile     | 15   | 2                  | -                    | -                    | 13                   | -                 | -                 | -                   |

### Femminile
| Pos.    | Atleta              | Nazionale     | Tot. | Brasile (bandiera) | Sudafrica (bandiera) | Australia (bandiera) | Singapore (bandiera) | Russia (bandiera) | Svezia (bandiera) | Germania (bandiera) |
| ------- | ------------------- | ------------- | ---- | ------------------ | -------------------- | -------------------- | -------------------- | ----------------- | ----------------- | ------------------- |
| Oro     | Marieke Guehrer     | Australia     | 199  | 25                 | 25                   | 25                   | 25                   | 16                | 13                | 50(+20)             |
| Argento | Therese Alshammar   | Svezia        | 137  | 16                 | 13                   | -                    | 16                   | 20                | 20(+20)           | 32                  |
| Bronzo  | Kathryn Maeklim     | Sudafrica     | 78   | 3                  | 16                   | 10                   | 13                   | -                 | 16                | 20                  |
| 4       | Tao Li              | Singapore     | 60   | -                  | -                    | -                    | 20                   | 13                | 1                 | 26                  |
| 5       | Sarah Katsoulis     | Australia     | 46   | -                  | -                    | 5                    | 10                   | 10                | 7                 | 14                  |
| 6       | Melissa Ingram      | Nuova Zelanda | 41   | -                  | 10                   | 13                   | 7                    | 7                 | -                 | 4                   |
| 7       | Coralie Balmy       | Francia       | 40   | -                  | -                    | -                    | -                    | -                 | -                 | 20                  |
| 8       | Valentina Artem'eva | Russia        | 38   | 13                 | -                    | -                    | -                    | 25                | -                 | -                   |
| 9       | Josefin Lillhage    | Svezia        | 33   | 20                 | 7                    | -                    | -                    | 1                 | 3                 | 2                   |
| 10      | Hanna-Maria Seppälä | Finlandia     | 25   | -                  | -                    | -                    | -                    | -                 | 25                | -                   |
| 11      | Jessica Pengelly    | Sudafrica     | 20   | -                  | 20                   | -                    | -                    | -                 | -                 | -                   |
| 11      | Cate Campbell       | Australia     | 20   | -                  | -                    | 20                   | -                    | -                 | -                 | -                   |
| 13      | Emily Seebohm       | Australia     | 16   | -                  | -                    | 16                   | -                    | -                 | -                 | -                   |
| 14      | Petra Granlund      | Svezia        | 15   | -                  | -                    | -                    | -                    | -                 | 5                 | 10                  |
| 15      | Fabiola Molina      | Brasile       | 12   | 7                  | 5                    | -                    | -                    | -                 | -                 | -                   |

## Vincitori

### Belo Horizonte
Fonte
| Gara         | Atleti                                 | Perf.         | Gara  | Atleti                             | Perf.           | Gara   | Atleti                           | Perf.           |
| ------------ | -------------------------------------- | ------------- | ----- | ---------------------------------- | --------------- | ------ | -------------------------------- | --------------- |
| Stile libero |                                        |               |       |                                    |                 |        |                                  |                 |
| 50 m         | César Cielo Filho Brooke Bishop        | 21"32 24"66   | 200 m | Oussama Mellouli Josefin Lillhage  | 1'44"58 1'57"05 | 800 m  | Kathryn Maeklim                  | 8'49"76         |
| 100 m        | César Cielo Filho Marieke Guehrer      | 47"18 53"24   | 400 m | Armando Negreiros Kathryn Maeklim  | 3'45"78 4'14"95 | 1500 m | Oussama Mellouli                 | 15'16"43        |
| Dorso        |                                        |               |       |                                    |                 |        |                                  |                 |
| 50 m         | Randall Bal Fabiola Molina             | 23"83 27"60   | 100 m | Stanislav Donec Fabiola Molina     | 50"92 59"07     | 200 m  | Randall Bal Carolina Henao       | 1'54"11 2'09"12 |
| Rana         |                                        |               |       |                                    |                 |        |                                  |                 |
| 50 m         | Christian Sprenger Valentina Artem'eva | 26"89 30"78   | 100 m | Christian Sprenger Tara Kirk       | 58"19 1'06"71   | 200 m  | Christian Sprenger Tara Kirk     | 2'07"58 2'27"00 |
| Farfalla     |                                        |               |       |                                    |                 |        |                                  |                 |
| 50 m         | Nicholas Dos Santos Marieke Guehrer    | 23"06 25"63   | 100 m | Evgenij Korotyškin Marieke Guehrer | 50"86 57"51     | 200 m  | Kaio de Almeida Mandy Loots      | 1'56"74 2'09"78 |
| Misti        |                                        |               |       |                                    |                 |        |                                  |                 |
| 100 m        | Thiago Pereira Fabiola Molina          | 53"75 1'01"52 | 200 m | Thiago Pereira Kathryn Maeklim     | 1'56"33 2'12"50 | 400 m  | Oussama Mellouli Kathryn Maeklim | 4'17"68 4'38"11 |

### Durban
Fonte
| Gara         | Atleti                                  | Perf.         | Gara  | Atleti                                  | Perf.           | Gara   | Atleti                             | Perf.           |
| ------------ | --------------------------------------- | ------------- | ----- | --------------------------------------- | --------------- | ------ | ---------------------------------- | --------------- |
| Stile libero |                                         |               |       |                                         |                 |        |                                    |                 |
| 50 m         | Stefan Nystrand Therese Alshammar       | 21"42 24"46   | 200 m | Oussama Mellouli Josefin Lillhage       | 1'43"62 1'55"91 | 800 m  | Kathryn Maeklim                    | 8'42"50         |
| 100 m        | Darian Townsend Josefin Lillhage        | 47"24 53"07   | 400 m | Oussama Mellouli Melissa Ingram         | 3'42"32 4'05"62 | 1500 m | Oussama Mellouli                   | 14'54"73        |
| Dorso        |                                         |               |       |                                         |                 |        |                                    |                 |
| 50 m         | Randall Bal Fabiola Molina              | 23"64 27"39   | 100 m | Randall Bal Fabiola Molina              | 50"88 59"15     | 200 m  | George du Rand Melissa Ingram      | 1'51"82 2'04"98 |
| Rana         |                                         |               |       |                                         |                 |        |                                    |                 |
| 50 m         | Cameron van der Burgh Suzaan van Biljon | 26"45 32"42   | 100 m | Cameron van der Burgh Suzaan van Biljon | 57"99 1'08"77   | 200 m  | Christian Sprenger Kathryn Maeklim | 2'06"07 2'24"49 |
| Farfalla     |                                         |               |       |                                         |                 |        |                                    |                 |
| 50 m         | Neil Watson Marieke Guehrer             | 23"81 25"56   | 100 m | Garth Tune Marieke Guehrer              | 52"19 57"03     | 200 m  | Sebastien Rousseau Mandy Loots     | 1'55"73 2'07"84 |
| Misti        |                                         |               |       |                                         |                 |        |                                    |                 |
| 100 m        | Darian Townsend Fabiola Molina          | 53"37 1'01"31 | 200 m | Oussama Mellouli Kathryn Maeklim        | 1'56"73 2'10"09 | 400 m  | Oussama Mellouli Jessica Pengelly  | 4'08"84 4'30"45 |

### Sydney
Fonte
| Gara         | Atleti                            | Perf.         | Gara  | Atleti                             | Perf.           | Gara   | Atleti                             | Perf.           |
| ------------ | --------------------------------- | ------------- | ----- | ---------------------------------- | --------------- | ------ | ---------------------------------- | --------------- |
| Stile libero |                                   |               |       |                                    |                 |        |                                    |                 |
| 50 m         | Kyle Richardson Cate Campbell     | 21"45 23"97   | 200 m | Oussama Mellouli Ellen Fullerton   | 1'43"05 1'56"35 | 800 m  | Kathryn Maeklim                    | 8'32"62         |
| 100 m        | Stefan Nystrand Marieke Guehrer   | 47"45 53"15   | 400 m | Oussama Mellouli Ellen Fullerton   | 3'40"49 4'03"31 | 1500 m | Oussama Mellouli                   | 15'06"23        |
| Dorso        |                                   |               |       |                                    |                 |        |                                    |                 |
| 50 m         | Robert Hurley Emily Seebohm       | 23"24 27"21   | 100 m | Stanislav Donec Emily Seebohm      | 50"75 57"91     | 200 m  | Robert Hurley Melissa Ingram       | 1'52"39 2'04"75 |
| Rana         |                                   |               |       |                                    |                 |        |                                    |                 |
| 50 m         | Christian Sprenger Jade Edmistone | 26"93 30"43   | 100 m | Christian Sprenger Sarah Katsoulis | 58"47 1'05"79   | 200 m  | Christian Sprenger Kathryn Maeklim | 2'06"43 2'23"86 |
| Farfalla     |                                   |               |       |                                    |                 |        |                                    |                 |
| 50 m         | Matt Jaukovic Marieke Guehrer     | 22"50 25"46   | 100 m | Matt Jaukovic Marieke Guehrer      | 50"50 56"88     | 200 m  | Chris Wright Kathryn Maeklim       | 1'53"37 2'08"85 |
| Misti        |                                   |               |       |                                    |                 |        |                                    |                 |
| 100 m        | Oussama Mellouli Emily Seebohm    | 53"84 1'00"39 | 200 m | Oussama Mellouli Kathryn Maeklim   | 1'56"30 2'10"03 | 400 m  | Oussama Mellouli Kathryn Maeklim   | 4'06"47 4'31"52 |

### Singapore
Fonte
| Gara         | Atleti                            | Perf.         | Gara  | Atleti                                | Perf.           | Gara   | Atleti                            | Perf.           |
| ------------ | --------------------------------- | ------------- | ----- | ------------------------------------- | --------------- | ------ | --------------------------------- | --------------- |
| Stile libero |                                   |               |       |                                       |                 |        |                                   |                 |
| 50 m         | Stefan Nystrand Therese Alshammar | 21"39 24"33   | 200 m | Oussama Mellouli Kelly Stubbins       | 1'44"47 1'56"38 | 800 m  | Melissa Corfe                     | 8'35"75         |
| 100 m        | Stefan Nystrand Sarah Sjöström    | 46"78 53"94   | 400 m | Oussama Mellouli Melissa Ingram       | 3'42"37 4'04"55 | 1500 m | Oussama Mellouli                  | 15'06"05        |
| Dorso        |                                   |               |       |                                       |                 |        |                                   |                 |
| 50 m         | Randall Bal Sophie Edington       | 23"35 27"56   | 100 m | Robert Hurley Sophie Edington         | 50"28 59"02     | 200 m  | Ashley Delaney Melissa Ingram     | 1'52"31 2'05"63 |
| Rana         |                                   |               |       |                                       |                 |        |                                   |                 |
| 50 m         | Cameron van der Burgh Tara Kirk   | 26"37 30"78   | 100 m | Cameron van der Burgh Sarah Katsoulis | 58"19 1'05"70   | 200 m  | Christian Sprenger Joline Höstman | 2'05"48 2'23"21 |
| Farfalla     |                                   |               |       |                                       |                 |        |                                   |                 |
| 50 m         | Matt Jaukovic Marieke Guehrer     | 22"82 25"56   | 100 m | Evgenij Korotyškin Tao Li             | 50"84 56"85     | 200 m  | Chris Wright Amy Smith            | 1'54"38 2'07"39 |
| Misti        |                                   |               |       |                                       |                 |        |                                   |                 |
| 100 m        | Thiago Pereira Svetlana Karpeeva  | 52"74 1'01"61 | 200 m | Thiago Pereira Kathryn Maeklim        | 1'53"76 2'10"59 | 400 m  | Oussama Mellouli Kathryn Maeklim  | 4'02"93 4'32"21 |

### Mosca
Fonte
| Gara         | Atleti                                    | Perf.         | Gara  | Atleti                                    | Perf.           | Gara   | Atleti                             | Perf.           |
| ------------ | ----------------------------------------- | ------------- | ----- | ----------------------------------------- | --------------- | ------ | ---------------------------------- | --------------- |
| Stile libero |                                           |               |       |                                           |                 |        |                                    |                 |
| 50 m         | Lyndon Ferns Therese Alshammar            | 21"59 24"60   | 200 m | Darian Townsend Josefin Lillhage          | 1'43"44 1'56"00 | 800 m  | Elena Sokolova                     | 8'18"52         |
| 100 m        | Stefan Nystrand Josefin Lillhage          | 46"75 53"47   | 400 m | Oussama Mellouli Elena Sokolova           | 3'40"52 4'03"99 | 1500 m | Oussama Mellouli                   | 14'34"31        |
| Dorso        |                                           |               |       |                                           |                 |        |                                    |                 |
| 50 m         | Robert Hurley Fabiola Molina              | 23"54 27"34   | 100 m | Robert Hurley Anastasija Zueva            | 50"51 58"81     | 200 m  | Ryōsuke Irie Melissa Ingram        | 1'52"61 2'04"93 |
| Rana         |                                           |               |       |                                           |                 |        |                                    |                 |
| 50 m         | Cameron van der Burgh Valentina Artem'eva | 26"08 29"86   | 100 m | Cameron van der Burgh Valentina Artem'eva | 56"88 1'04"71   | 200 m  | Christian Sprenger Olga Detenyuk   | 2'05"75 2'21"70 |
| Farfalla     |                                           |               |       |                                           |                 |        |                                    |                 |
| 50 m         | Matt Jaukovic Therese Alshammar           | 23"12 25"53   | 100 m | Matt Jaukovic Marieke Guehrer             | 50"68 56"97     | 200 m  | Nikolaj Skvorcov Amy Smith         | 1'52"90 2'06"64 |
| Misti        |                                           |               |       |                                           |                 |        |                                    |                 |
| 100 m        | Darian Townsend Olga Klyuchnikova         | 53"97 1'01"37 | 200 m | Oussama Mellouli Tomoya Fukuda            | 1'55"10 2'11"25 | 400 m  | Oussama Mellouli Svetlana Karpeeva | 4'07"97 4'41"26 |

### Stoccolma
Fonte
| Gara         | Atleti                                | Perf.       | Gara  | Atleti                                           | Perf.                       | Gara   | Atleti                            | Perf.           |
| ------------ | ------------------------------------- | ----------- | ----- | ------------------------------------------------ | --------------------------- | ------ | --------------------------------- | --------------- |
| Stile libero |                                       |             |       |                                                  |                             |        |                                   |                 |
| 50 m         | Frédérick Bousquet Marieke Guehrer    | 20"97 24"25 | 200 m | Oussama Mellouli Petra Granlund                  | 1'42"86 1'54"77             | 800 m  | Lotte Friis                       | 8'14"99         |
| 100 m        | Stefan Nystrand Hanna-Maria Seppälä   | 46"03 52"44 | 400 m | Oussama Mellouli Lotte Friis                     | 3'38"42 4'02"64             | 1500 m | Mads Glæsner                      | 14'38"87        |
| Dorso        |                                       |             |       |                                                  |                             |        |                                   |                 |
| 50 m         | Peter Marshall Sanja Jovanović        | 23"05 27"16 | 100 m | Peter Marshall Fabiola Molina                    | 49"94 58"67                 | 200 m  | Ryōsuke Irie Melissa Ingram       | 1'51"71 2'04"88 |
| Rana         |                                       |             |       |                                                  |                             |        |                                   |                 |
| 50 m         | Cameron van der Burgh Sarah Katsoulis | 25"94 30"37 | 100 m | Cameron van der Burgh Sarah Katsoulis            | 56"06 1'04"84               | 200 m  | Ihor Borysyk Kathryn Maeklim      | 2'05"66 2'22"07 |
| Farfalla     |                                       |             |       |                                                  |                             |        |                                   |                 |
| 50 m         | Matt Jaukovic Therese Alshammar       | 22"85 25"31 | 100 m | Evgenij Korotyškin Tao Li                        | 50"22 56"87                 | 200 m  | Nikolaj Skvorcov Petra Granlund   | 1'52"33 2'06"44 |
| Misti        |                                       |             |       |                                                  |                             |        |                                   |                 |
| 100 m        | Oussama Mellouli Hanna-Maria Seppälä  | 52"78 59"07 | 200 m | Oussama Mellouli Darian Townsend Kathryn Maeklim | \| 1'54"96 \| \| 2'09"54 \| | 400 m  | Chris Christensen Kathryn Maeklim | 4'11"47 4'27"21 |
| 1'54"96      |                                       |             |       |                                                  |                             |        |                                   |                 |
| 2'09"54      |                                       |             |       |                                                  |                             |        |                                   |                 |

### Berlino
Fonte
| Gara         | Atleti                          | Perf.         | Gara  | Atleti                                | Perf.           | Gara   | Atleti                          | Perf.           |
| ------------ | ------------------------------- | ------------- | ----- | ------------------------------------- | --------------- | ------ | ------------------------------- | --------------- |
| Stile libero |                                 |               |       |                                       |                 |        |                                 |                 |
| 50 m         | Alain Bernard Therese Alshammar | 21"25 24"16   | 200 m | Paul Biedermann Coralie Balmy         | 1'40"83 1'54"05 | 800 m  | Lotte Friis                     | 8'14"41         |
| 100 m        | Alain Bernard Josefin Lillhage  | 46"28 52"87   | 400 m | Oussama Mellouli Coralie Balmy        | 3'36"75 3'56"24 | 1500 m | Mads Glæsner                    | 14'38"97        |
| Dorso        |                                 |               |       |                                       |                 |        |                                 |                 |
| 50 m         | Randall Bal Sanja Jovanović     | 22"87 27"19   | 100 m | Peter Marshall Daniela Samulski       | 49"63 58"03     | 200 m  | Ryōsuke Irie Melissa Ingram     | 1'51"34 2'04"31 |
| Rana         |                                 |               |       |                                       |                 |        |                                 |                 |
| 50 m         | Cameron van der Burgh Tara Kirk | 26"05 30"43   | 100 m | Cameron van der Burgh Sarah Katsoulis | 57"32 1'05"07   | 200 m  | Ihor Borysyk Sarah Katsoulis    | 2'05"77 2'23"09 |
| Farfalla     |                                 |               |       |                                       |                 |        |                                 |                 |
| 50 m         | Matt Jaukovic Marieke Guehrer   | 22"58 24"99   | 100 m | Evgenij Korotyškin Tao Li             | 49"74 56"28     | 200 m  | Nikolaj Skvorcov Petra Granlund | 1'51"78 2'06"00 |
| Misti        |                                 |               |       |                                       |                 |        |                                 |                 |
| 100 m        | Darian Townsend Tara Kirk       | 51"80 1'00"88 | 200 m | Oussama Mellouli Theresa Michalak     | 1'52"41 2'10"92 | 400 m  | Robert Margalis Kathryn Maeklim | 4'13"30 4'29"41 |